# ایوان نیلسن
ایوان نیلسن (هلندی: Ivan Nielsen؛ زادهٔ ۹ اکتبر ۱۹۵۶) یک بازیکن فوتبال اهل دانمارک است.

## باشگاهی
از باشگاه‌هایی که در آن بازی کرده‌است می‌توان به فاینورد، باشگاه فوتبال کپنهاگن، و پی‌اس‌وی آیندهوون اشاره کرد.

## تیم ملی
وی همچنین در تیم ملی فوتبال دانمارک بازی کرده است.